# Esquelet axial
L'esquelet axial és la part de l'esquelet que consta dels ossos del cap i del tronc d'un vertebrat. En l'esquelet humà, consta de 80 ossos i està compost per sis parts; els ossos del crani, els ossicles de l'orella mitjana, l'os hioide, la caixa toràcica, l'estèrnum i la columna vertebral. L'esquelet axial juntament amb l'esquelet apendicular formen l'esquelet complet. Una altra definició de l'esquelet axial és els ossos que inclouen les vèrtebres, el sacre, el còccix, les costelles i l'estèrnum.